# Philotrypesis transiens
Philotrypesis transiens är en stekelart som först beskrevs av Walker 1871.  Philotrypesis transiens ingår i släktet Philotrypesis och familjen fikonsteklar. Inga underarter finns listade i Catalogue of Life.